# Oleg Kopaev
Oleg Kopaev (en ruso: Олег Павлович Копаев; Yelets, 28 de noviembre de 1937 - Rostov-na-Donu, 3 de abril de 2010) fue un futbolista ruso que jugaba en la demarcación de delantero.

## Honores
- Subcampeón de la Primera División Soviética: 1966.
- Miembro del Club Grigory Fedotov.
- Pichichi de la Primera División Soviética: 1963 (27 goles), 1965 (18 goles).

## Selección
Kopayev hace su debut con la selección soviétivca el 21 de noviembre de 1965 en una amistoso con Brasil capitaneado por Pelé.

## Clubes

### Como futbolista
| Club                 | País            | Año         | Partidos | Goles |
| -------------------- | --------------- | ----------- | -------- | ----- |
| Spartak Yelets       | Unión Soviética | 1955        |          |       |
| ODO Voronezh         | Unión Soviética | 1956        |          |       |
| CSKA Moscú           | Unión Soviética | 1957        | 2        | 0     |
| SKVO Lviv            | Unión Soviética | 1958        | 22       | 6     |
| FC SKA Rostov-on-Don | Unión Soviética | 1959 - 1968 | 257      | 110   |